# Longin
Svatý Longin (Longín, Longinus, zastarale a neobvykle také Dluhoš) je jméno dané bezejmennému římskému vojákovi (podle některých zdrojů se původně jmenoval Kassius a jméno Longinus přijal po svém obrácení při křtu), který podle Janova evangelia probodl Ježíši Kristu na kříži bok kopím. Longinovo kopí je nazýváno Svaté kopí, Svaté kopí Páně nebo Kopí osudu; v římskokatolické, řeckokatolické a v ortodoxních církvích se Longin slaví jako světec.

## Jméno
Jméno Longin(os) se objevuje v nekanonickém Nikodémově evangeliu. Odvozuje se od starořeckého názvu (λόγχη, lonché) pro kopí. Longin bývá ztotožňován se setníkem zmiňovaným v ostatních, synoptických evangeliích, který zvolal „Tento člověk byl opravdu Syn Boží.“

## Legenda
Podle Zlaté legendy stál s jinými římskými vojáky pod křížem a na Pilátův rozkaz probodl Kristův bok kopím. Když vzápětí uviděl zatmění Slunce a ucítil zemětřesení, uvěřil v Krista. Vlivem choroby nebo stáří se mu kalil zrak a náhodou se dotkl očí rukou potřísněnou Kristovou krví, která stékala po jeho kopí. Okamžitě viděl jasně. Vzdal se vojenské služby, poučen apoštoly žil osmadvacet let mnišským životem v kappadocké Cesareji a slovem i svým příkladem obrátil na víru mnoho lidí. V další legendárních epizodách v Kappadocii rozbíjel modly, ze kterých pak vylétli démoni. Místodržitel provincie z toho zešílel a ztratil zrak; Longin mu poradil, že se může uzdravit jen když Longina usmrtí, protože pak se Longin za něj v nebi bude modlit a vrátí mu tím tělesné i duševní zdraví. Pak místodržitel Longina sťal, „vrhl se před ním na kolena a s pláčem činil pokání“. Podle legendy ihned nabyl zrak i zdraví a konal dobré skutky.

## Relikvie

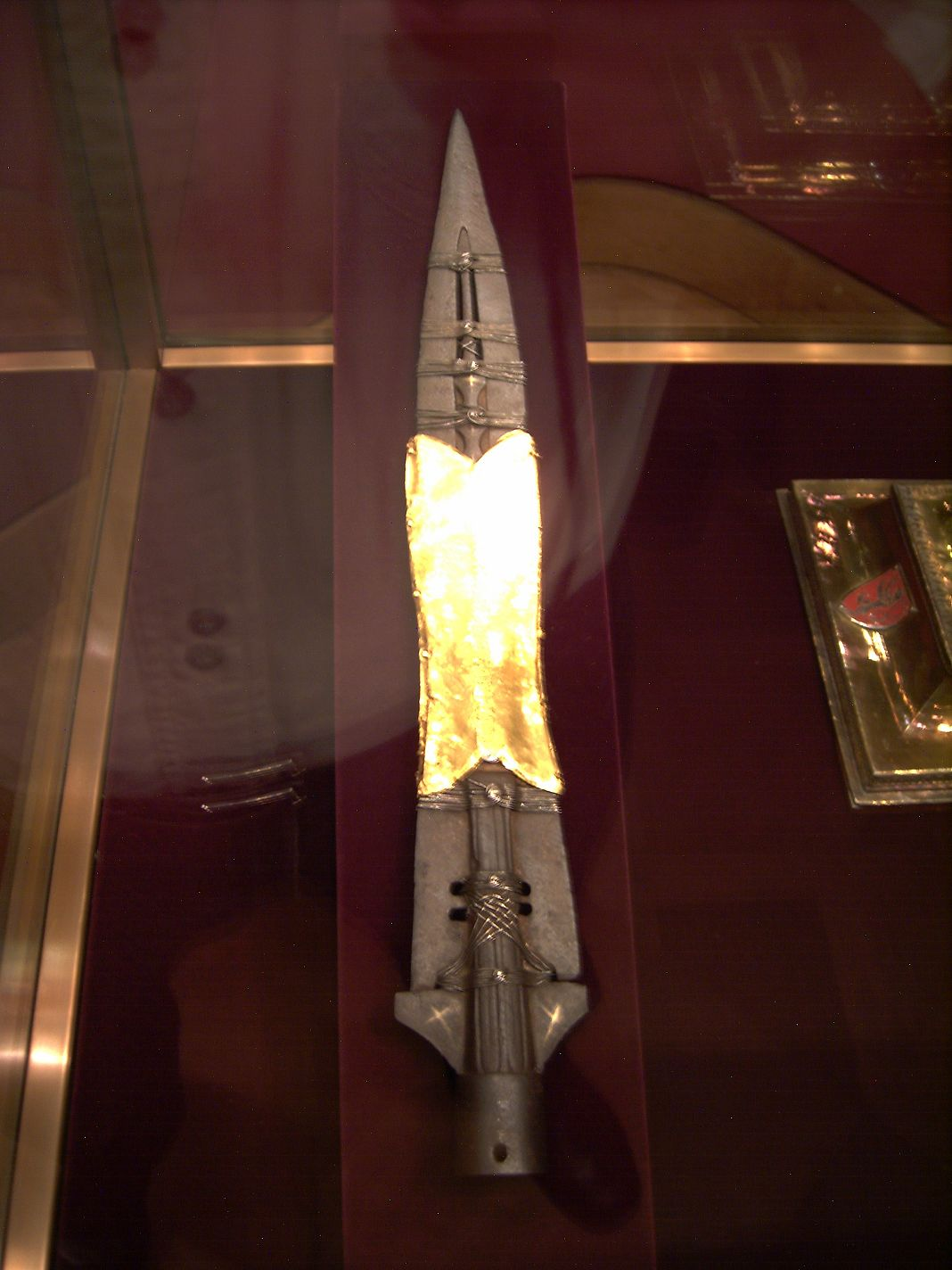
Longinovo Svaté kopí

Svaté kopí (latinsky Lancea Domini, „Kopí Páně“) je skutečné raně středověké kopí z oceli montované koženou tkanicí, od roku 1024 součást svátostí Svaté říše římské; je uloženo s korunovačním křížem a říšskou korunou v císařské klenotnici ve Vídni. Císař Karel IV. je převezl do Prahy, dal zpevnit pouzdrem ze zlatého plechu s vytepanou popiskou a zařadil je mezi relikvie, které byly v Milostivém létě ukazovány poutníkům z věže na Dobytčím trhu (Karlově náměstí). Za císaře Zikmunda Lucemburského bylo převezeno do Norimberka a koncem 18. století do Vídně.

## Výtvarné umění
Longin bývá vyobrazen jako římský voják ve zbroji nebo středověký rytíř, někdy na vzpínajícím se koni (kopí je jízdní zbraň), s kopím, případně s nádobkou s Kristovou krví, také s latinskou popiskou u úst: Vere filius Dei erat iste.
- Ve scéně Ukřižování představuje pohana obracejícího se na víru Kristovu. Bývá proto zobrazen, jak se otáčí, například na tympanonu z kostela Panny Marie před Týnem v Praze.
- Socha v nadživotní velikosti od Lorenza Berniniho jej zobrazuje jako římského občana v tunice, pěšáka s kopím, v nice pod kupolí chrámu sv. Petra ve Vatikánu.
- Longinovi je zasvěcena rotunda na Novém Městě v Praze.

## Patrocinium
- patron města Mantovy, kam údajně přinesl kapky Kristovy krve.
- patron proti nemocem očí

## Galerie

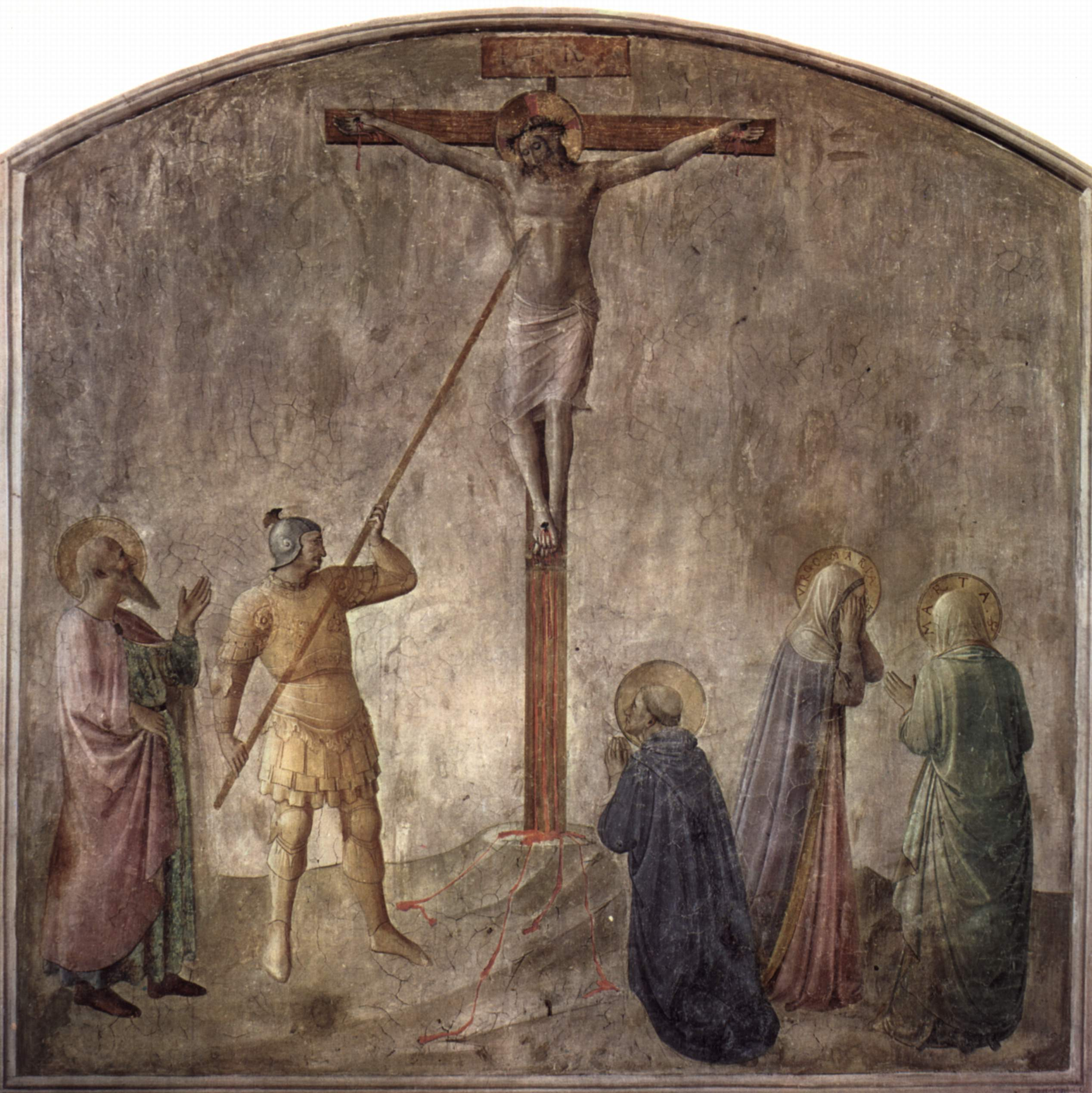
Fra Angelico: Longin probodává Kristovi bok
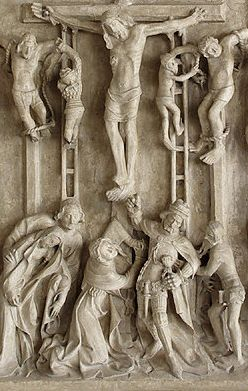
Týnský tympanon, otáčející se Longin
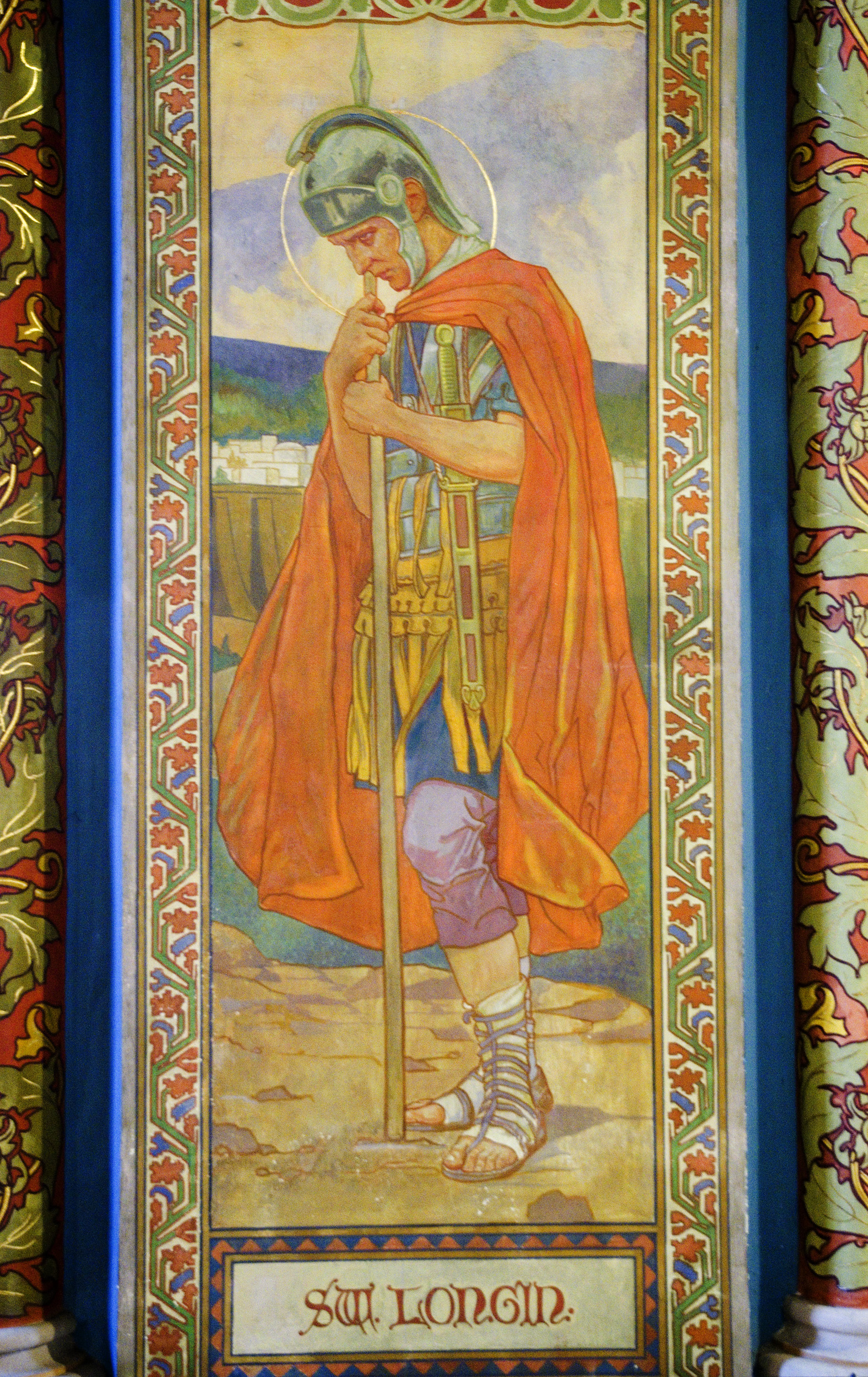
Freska v bazilice svatého Petra a Pavla na pražském Vyšehradě.
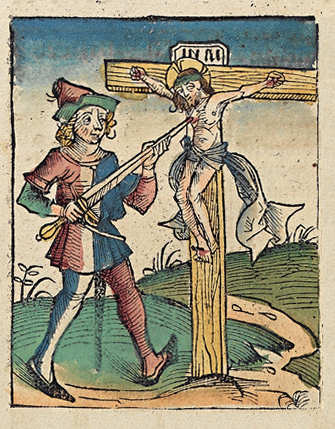
Hartmann Schedel, dřevoryt z Norimberské kroniky, 1483
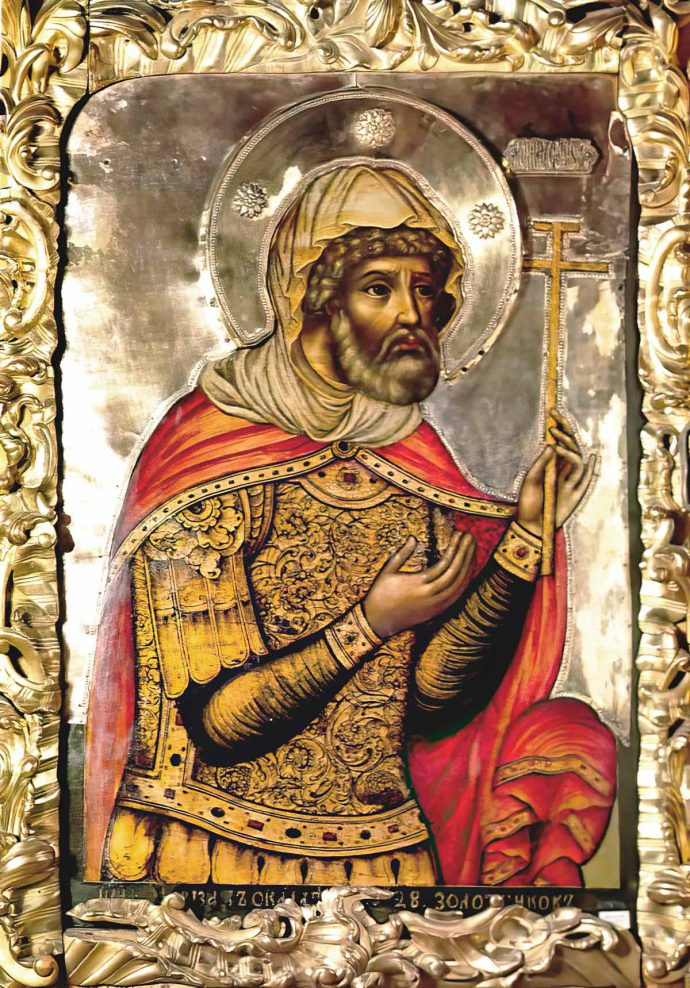
Fjodor Zubov: Ruská ikona, 1680